# قائمة أنواع البقية
يوجد عدة أنواع من جنس البقيةمنها:	 
- بقية أريزونية (الاسم العلمي: Coreopsis arizonica)
- بقية إكليلية (الاسم العلمي: Coreopsis coronata)
- بقية بحرية (الاسم العلمي: Coreopsis maritima)
- بقية برازيلية (الاسم العلمي: Coreopsis brasiliensis)
- بقية بيروفية (الاسم العلمي: Coreopsis peruviana)
- بقية جرداء (الاسم العلمي: Coreopsis mutica)
- بقية جزيرية (الاسم العلمي: Coreopsis insularis)
- بقية جميلة (الاسم العلمي: Coreopsis pulchra)
- بقية حبشية (الاسم العلمي: Coreopsis abyssinica)
- بقية ذهبية (الاسم العلمي: Coreopsis aurea)
- بقية سنانية (الاسم العلمي: Coreopsis lanceolata)
- بقية ضيقة الأوراق (الاسم العلمي: Coreopsis angustifolia)
- بقية عقدية (الاسم العلمي: Coreopsis nodosa)
- بقية عملاقة (الاسم العلمي: Coreopsis gigantea)
- بقية كاليفورنية (الاسم العلمي: Coreopsis californica)
- بقية كبيرة الأزهار (الاسم العلمي: Coreopsis grandiflora)
- بقية متكاملة (الاسم العلمي: Coreopsis integra)
- بقية متكاملة الأوراق (الاسم العلمي: Coreopsis integrifolia)
- بقية متوسطة (الاسم العلمي: Coreopsis intermedia)
- بقية وردية (الاسم العلمي: Coreopsis rosea)
- (الاسم العلمي: Coreopsis atkinsiana)
- (الاسم العلمي: Coreopsis auriculata)
- (الاسم العلمي: Coreopsis basalis)
- (الاسم العلمي: Coreopsis bigelovii)
- (الاسم العلمي: Coreopsis bolanosana)
- (الاسم العلمي: Coreopsis breviligulata)
- (الاسم العلمي: Coreopsis cajamarcana)
- (الاسم العلمي: Coreopsis calliopsidea)
- (الاسم العلمي: Coreopsis canescentifolia)
- (الاسم العلمي: Coreopsis capillacea)
- (الاسم العلمي: Coreopsis celendinensis)
- (الاسم العلمي: Coreopsis connata)
- (الاسم العلمي: Coreopsis crawfordii)
- (الاسم العلمي: Coreopsis cuneifolia)
- (الاسم العلمي: Coreopsis cyclocarpa)
- (الاسم العلمي: Coreopsis davilae)
- (الاسم العلمي: Coreopsis delphiniifolia)
- (الاسم العلمي: Coreopsis dentifolia)
- (الاسم العلمي: Coreopsis dilloniana)
- (الاسم العلمي: Coreopsis douglasii)
- (الاسم العلمي: Coreopsis drummondii)
- (الاسم العلمي: Coreopsis fasciculata)
- (الاسم العلمي: Coreopsis ferreyrae)
- (الاسم العلمي: Coreopsis foliosa)
- (الاسم العلمي: Coreopsis gladiata)
- (الاسم العلمي: Coreopsis glaucodes)
- (الاسم العلمي: Coreopsis guanajuatensis)
- (الاسم العلمي: Coreopsis hamiltonii)
- (الاسم العلمي: Coreopsis helleborifolia)
- (الاسم العلمي: Coreopsis holodasya)
- (الاسم العلمي: Coreopsis imbricata)
- (الاسم العلمي: Coreopsis irmscheriana)
- (الاسم العلمي: Coreopsis killipii)
- (الاسم العلمي: Coreopsis latifolia)
- (الاسم العلمي: Coreopsis leavenworthii)
- (الاسم العلمي: Coreopsis lopez-mirandae)
- (الاسم العلمي: Coreopsis macbridei)
- (الاسم العلمي: Coreopsis major)
- (الاسم العلمي: Coreopsis mauiensis)
- (الاسم العلمي: Coreopsis maysillesii)
- (الاسم العلمي: Coreopsis mcvaughii)
- (الاسم العلمي: Coreopsis microlepis)
- (الاسم العلمي: Coreopsis mollicula)
- (الاسم العلمي: Coreopsis multifida)
- (الاسم العلمي: Coreopsis notha)
- (الاسم العلمي: Coreopsis nudata)
- (الاسم العلمي: Coreopsis nuecensis)
- (الاسم العلمي: Coreopsis oaxacensis)
- (الاسم العلمي: Coreopsis oblanceolata)
- (الاسم العلمي: Coreopsis obovatifolia)
- (الاسم العلمي: Coreopsis palmata)
- (الاسم العلمي: Coreopsis paludosa)
- (الاسم العلمي: Coreopsis parviceps)
- (الاسم العلمي: Coreopsis parvifolia)
- (الاسم العلمي: Coreopsis pervelutina)
- (الاسم العلمي: Coreopsis petrophila)
- (الاسم العلمي: Coreopsis petrophiloides)
- (الاسم العلمي: Coreopsis peucedanifolius)
- (الاسم العلمي: Coreopsis pickeringii)
- (الاسم العلمي: Coreopsis piurana)
- (الاسم العلمي: Coreopsis poloe)
- (الاسم العلمي: Coreopsis polyactis)
- (الاسم العلمي: Coreopsis pringlei)
- (الاسم العلمي: Coreopsis pubescens)
- (الاسم العلمي: Coreopsis queretarensis)
- (الاسم العلمي: Coreopsis rhyacophila)
- (الاسم العلمي: Coreopsis rudis)
- (الاسم العلمي: Coreopsis senaria)
- (الاسم العلمي: Coreopsis seniflora)
- (الاسم العلمي: Coreopsis serifolia)
- (الاسم العلمي: Coreopsis sherffii)
- (الاسم العلمي: Coreopsis spectabilis)
- (الاسم العلمي: Coreopsis stillmanii)
- (الاسم العلمي: Coreopsis teotepecensis)
- (الاسم العلمي: Coreopsis tinctoria)
- (الاسم العلمي: Coreopsis tirpteris)
- (الاسم العلمي: Coreopsis townsendii)
- (الاسم العلمي: Coreopsis tripteris)
- (الاسم العلمي: Coreopsis ulugurica)
- (الاسم العلمي: Coreopsis venusta)
- (الاسم العلمي: Coreopsis verticillata)
- (الاسم العلمي: Coreopsis woytkowskii)
- (الاسم العلمي: Coreopsis wrightii)
- (الاسم العلمي: Coreopsis aspera)
- (الاسم العلمي: Coreopsis auriculata)
- (الاسم العلمي: Coreopsis bacana)
- (الاسم العلمي: Coreopsis bidens)
- (الاسم العلمي: Coreopsis bigelovii)
- (الاسم العلمي: Coreopsis bituminosa)
- (الاسم العلمي: Coreopsis borianiana)
- (الاسم العلمي: Coreopsis crassifolia)
- (الاسم العلمي: Coreopsis cronquistii)
- (الاسم العلمي: Coreopsis elegans)
- (الاسم العلمي: Coreopsis flexicaulis)
- (الاسم العلمي: Coreopsis formosa)
- (الاسم العلمي: Coreopsis fruticosa)
- (الاسم العلمي: Coreopsis fruticosa)
- (الاسم العلمي: Coreopsis guineensis)
- (الاسم العلمي: Coreopsis helianthoides)
- (الاسم العلمي: Coreopsis involutus)
- (الاسم العلمي: Coreopsis japonica)
- (الاسم العلمي: Coreopsis liebmannii)
- (الاسم العلمي: Coreopsis lineariloba)
- (الاسم العلمي: Coreopsis lucida)
- (الاسم العلمي: Coreopsis minima)
- (الاسم العلمي: Coreopsis neaei)
- (الاسم العلمي: Coreopsis philadelphica)
- (الاسم العلمي: Coreopsis picta)
- (الاسم العلمي: Coreopsis polyactis)